# HD 106819
HD 106819，又名BD-15 3442，SAO 157184、HR 4670，是一颗恒星，视星等为6.05，位于銀經291.17，銀緯45.39，其B1900.0坐标为赤經12h 11m 53.8s，赤緯-16° 45.39′ 17″。